# Danger Zone (film 1996)
Danger Zone è un film del 1996 diretto da Allan Eastman.

## Trama
Rick Morgan, ingegnere minerario che lavora in Africa, non permette al suo vecchio amico Jim Scott di gettare un carico di rifiuti tossici nella sua cava. Qualche mese dopo Morgan viene accusato di omicidio colposo di una migliaia di persone dovute alla contaminazione dei rifiuti tossici. Maurice Dupont, un uomo che ha rapporti con l'Africa, vuole che Morgan ritorni nel continente nero per salvare la propria reputazione. In realtà Morgan, una volta arrivato sul posto, scopre di essere coinvolto in un traffico di plutonio proveniente dalla Russia.